# Valsa cypri
Valsa cypri är en svampart som först beskrevs av Louis René Tulasne, och fick sitt nu gällande namn av Tul. & C. Tul. 1863. Valsa cypri ingår i släktet Valsa och familjen Valsaceae.   Inga underarter finns listade i Catalogue of Life.
I den svenska databasen Dyntaxa används istället namnet Valsa pruinosa för samma taxon.  Arten är reproducerande i Sverige.